# Guillaume Tell (Grétry)

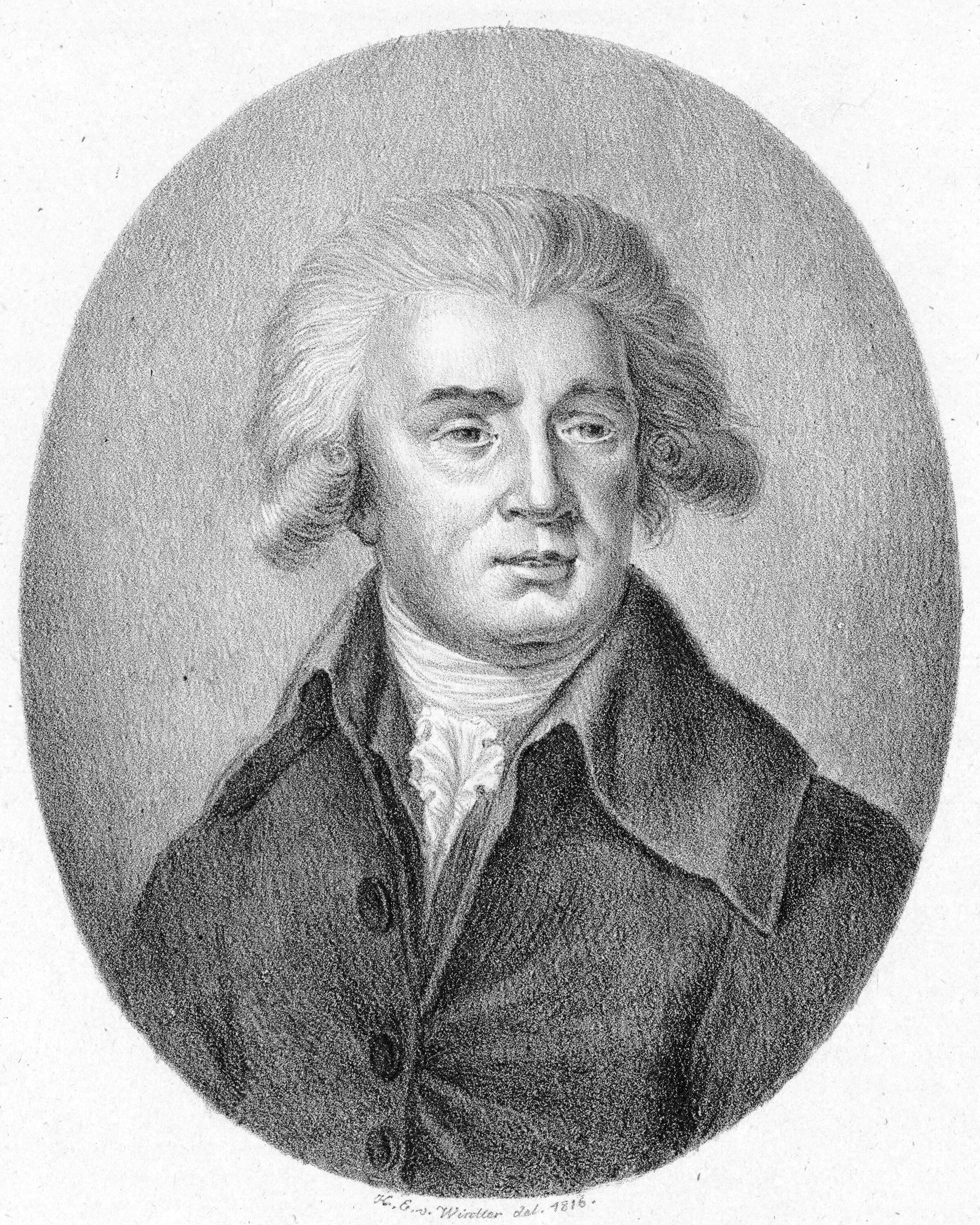
André Grétry.

Guillaume Tell (Wilhelm Tell) är en opéra-ballet i tre akter med musik av André Grétry och libretto av Michel-Jean Sedaine efter pjäsen med samma namn av Antoine-Marin Lemierre.

## Historia
Operan hade premiär den 9 april 1791 på Comédie-Italienne i Paris. Premiären skedde mitt under den franska revolutionen och väckte entusiasm tack vare sin revolutionära handling och de folkliga melodierna. Den blev förbjuden under kejsare Napoleons tid och fick sedan konkurrera med Rossinis opera med samma motiv.

## Personer
- Guesler (baryton)
- Guillaume Tell (Wilhelm Tell) (tenor)
- Madame Tell (sopran)
- Marie, Guillaume Tells dotter (sopran)
- Melktal, sonen (tenor)
- Melktal, fadern (baryton)
- Soldater, bybor (kör)

## Handling
Tells dotter Marie ska gifta sig med sonen Melktal. Nyheten kommer att hans fader har fått ögonen utstuckna av österrikarna efter att ha vägrat att buga sig för fogden Gueslers hatt. Tell har också vägrat att hälsa hatten och är dömd till döden. Hans hustru och barn ber för hans liv. Guesler säger att Tell ska skonas om han kan skjuta ett äpple från sin sons huvud. Tell lyckas på första skottet. När en andra pil upptäcks på Tell säger han att den var ämnad för fogden om första skottet hade träffat sonen. Tell förs bort. Folket börjar göra uppror. Tell flyr och får alla Schweiz kantoner att gå samman. Guesler skjuts ned av Tell.